# Peter Mayle
Peter Mayle (ur. 14 czerwca 1939 w Brighton, zm. 18 stycznia 2018 w Vaugines) – brytyjski pisarz, autor serii książek o Prowansji.

## Życiorys
W wieku 21 lat przeniósł się do Nowego Jorku i podjął pracę w agencji reklamowej. Przez 15 lat pracował w różnych agencjach w USA i Europie. W 1975 zerwał z reklamą, ponieważ postanowił zająć się pisaniem książek edukacyjnych. W 1989 opublikował Rok w Prowansji (A Year in Provence), a następnie kolejne książki, których akcja rozgrywa się w południowej Francji. Powieści Petera Mayle’a zostały przetłumaczone na ponad 20 języków, a popularny pisarz publikował w wielu czasopismach. W 2002 odznaczony Legią Honorową. W 2006 jego powieść Dobry rok została sfilmowana. Do końca życia mieszkał w Prowansji.

## Książki Petera Mayle’a
- Where Did I Come From? (1973)
- What's Happening to Me? (1975)
- The Amazing Adventures of Chilly Billy (1980)
- As Dead as A Dodo (1981)
- Chilly Billy (1983)
- Footprints in the Butter: Further Adventures of the Little Man Who Lives in the Fridge (1988)
- Rok w Prowansji (A Year in Provence, 1989)
- Up The Agency: The snakes and ladders of the advertising industry (1990)
- Kosztowne nawyki (Expensive Habits, 1991)
- Zawsze Prowansja (Toujours Provence, 1991)
- Jeszcze raz Prowansja (Encore Provence: New Adventures in the South of France, 1992)
- Acquired Tastes (1993)
- Hotel Pastis (1993)
- Psi żywot (A Dog's Life, 1995)
- Anything Considered (1996)
- Postcards from Summer (1996)
- Pogoń za Cézanne’em (Chasing Cézanne, 1997)
- Bon Appetit: Travels Through France With Knife, Fork and Corkscrew także jako French Lessons: Adventures with Knife, Fork, and Corkscrew (2002)
- Dobry rok (A Good Year, 2004)
- Wyznania francuskiego piekarza (Confessions of a French Baker, 2005)
- Prowansja od A do Z (Provence A-Z, 2006)
- Wytrawny przekręt (2010)